# Jonathan Bourne

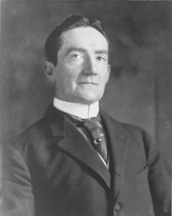
Jonathan Bourne

Jonathan Bourne Jr. (* 23. Februar 1855 in New Bedford, Massachusetts; † 1. September 1940 in Washington, D.C.) war ein US-amerikanischer Politiker (Republikanische Partei), der den Bundesstaat Oregon im US-Senat vertrat.

## Frühe Jahre
Der aus Massachusetts stammende Jonathan Bourne wurde zunächst an Privatschulen unterrichtet, ehe er sich an der Harvard University einschrieb, wo er von 1875 bis 1877 verblieb. Er unternahm 1877 eine Reise nach Asien, die mit einem Schiffsunglück vor der Insel Formosa endete. Nach seiner Rettung kehrte er in die Vereinigten Staaten zurück und ließ sich 1878 in Portland, der Hauptstadt Oregons, nieder. Dort studierte er die Rechtswissenschaften und wurde 1881 in die Anwaltskammer aufgenommen, woraufhin er bis 1886 in Portland als Jurist praktizierte. Außerdem betätigte er sich als Geschäftsmann im Bergbau, im Baumwollanbau und im Handel.

## Politische Laufbahn
Bournes politische Laufbahn begann mit der Mitgliedschaft im Repräsentantenhaus von Oregon, wo er bis 1885 bis 1886 die Interessen des Multnomah County vertrat. 1897 zog er für eine einjährige Amtszeit noch einmal in das Staatsparlament ein. Am 6. November 1906 trat er für die Republikaner bei der Wahl zum US-Senat an. Er bewarb sich um das Mandat für die am 4. März 1907 beginnende Legislaturperiode; gleichzeitig wurde auch der Nachfolger des im Dezember 1905 verstorbenen Senators John H. Mitchell gewählt, dessen Platz seitdem der Demokrat John M. Gearin kommissarisch eingenommen hatte. Weder Bourne noch Gearin kandidierten bei dieser Wahl für die restliche kurze Amtsperiode Mitchells; diese entschied Frederick W. Mulkey für sich, der dann nur noch etwas mehr als fünf Wochen im Kongress verbrachte. Er trat seinen Sitz danach an Bourne ab, der Gearin mit 46,2 Prozent der Stimmen besiegt hatte. Diese beiden Wahlen waren die ersten, nachdem das Parlament von Oregon ein Direktwahlgesetz (Direct Primary Law) verabschiedet hatte. Demnach oblag es nun den Bürgern, den Kandidaten zu bestimmen, der dann von der Oregon Legislative Assembly nur noch offiziell ins Amt gewählt werden musste. In allen anderen Bundesstaaten war die Senatorenwahl zu dieser Zeit noch alleinige Angelegenheit der Staatsparlamente; dies änderte sich erst 1914, als der 17. Verfassungszusatz in Kraft trat.
Bourne absolvierte eine volle sechsjährige Amtsperiode im Senat. Während dieser Zeit war er unter anderem Vorsitzender des Fischereiausschusses und Mitglied des Postausschusses. In seiner Partei gehörte er dem progressiven Flügel an und fungierte unter anderem als Präsident der National Republican Progressive League. Dementsprechend war er führendes Mitglied einer Gruppierung, die Präsident Theodore Roosevelt dazu bewegen wollte, 1908 für eine zweite eigene Amtszeit zu kandidieren. Dieser verzichtete jedoch zugunsten des konservativeren William Howard Taft.
Im Jahr 1912 verlor Bourne die Primary seiner Partei gegen Ben Selling. Er trat aber dennoch als unabhängiger Bewerber bei der Senatswahl an und belegte mit 19,4 Prozent der Stimmen den dritten Platz. Die auf diesem Weg entstandene Spaltung der republikanischen Wählerschaft führte dazu, dass der Demokrat Harry Lane mit einem Anteil von 30 Prozent den Sieg vor Selling (28,8 Prozent) davontrug und Bourne am 3. März 1913 als Senator ablösen konnte.
Nach seinem Ausscheiden aus dem Kongress ging Jonathan Bourne wieder seinen geschäftlichen Tätigkeiten in Oregon und Massachusetts nach. Er stieg außerdem ins Zeitungsgewerbe in der Bundeshauptstadt Washington ein, wo er im September 1940 verstarb. Die Gemeinde Cracker City im Nordosten Oregons wurde zu seinen Ehren in Bourne umbenannt.